# Michałkowice (Ostrawa)
Michałkowice (czes. Michálkovice, niem. Michalkowitz) – dawne miasteczko na historycznym Śląsku Cieszyńskim, obecnie jeden z 23 obwodów miejskich miasta statutarnego na wschodnim krańcu Ostrawy, stolicy kraju morawsko-śląskiego, we wschodnich Czechach.

## Demografia[1]
| Rok             | 1869 | 1880 | 1890 | 1900 | 1910 | 1921 | 1930 | 1950 | 1961 | 1970 | 1980 | 1991 | 2001 |
| --------------- | ---- | ---- | ---- | ---- | ---- | ---- | ---- | ---- | ---- | ---- | ---- | ---- | ---- |
| Liczba ludności | 870  | 1587 | 2889 | 6181 | 6818 | 5895 | 5702 | 5608 | 4766 | 3599 | 2965 | 2466 | 2836 |

## Historia
Pierwsza wzmianka o miejscowości pochodzi z 1440 roku. Nazwa pochodzi od imion pierwszych mieszkańców. Do 1630 roku stanowiła część Ostrawy Śląskiej, następnie się usamodzielniła by w 1714 ponownie być w jej granicach i kolejny raz w 1849 wraz z Kończycami Małymi i Zamościem. Do połowy XIX wieku miała charakter całkowicie wiejski. W 1843 r. powstała pierwsza kopalnia "Michał", która jest dziś najważniejszym zabytkiem Michałkowic, w 1858 kopalnia Piotr i Paweł, w 1868 kopalnia Jan, a w 1879 Józef. Ponownie od Śląskiej Ostrawy Michałkowice usamodzielniły się 27 stycznia 1866 roku, a 1 kwietnia 1907 r. otrzymały ograniczone prawa miejskie. W latach 1913–1915 wydobycie węgla koncentrowało się w Michale, zaś pozostałe kopalnie służyły jako szyby wentylacyjne. W 1928 w kopalni Michał uruchomiono produkcję brykietu. W 1907 powstała szkoła dla chłopców a w 1911 dla dziewcząt. W 1903 miejscowość stała się siedzibą parafii. Czechosłowacki Kościół Husycki założyła swą gminę w 1920, przy czym budynek zboru wzniesiono w 1927.
Według austriackiego spisu ludności z 1900 w 367 budynkach mieszkalnych w Michałkowicach na obszarze 261 hektarów mieszkało 6181 osób. co dawało gęstość zaludnienia równą 2368,2 os./km², z tego 5940 (96,1%) mieszkańców było katolikami, 133 (2,2%) ewangelikami, 107 (1,7%) wyznawcami judaizmu a 1 osoba innej religii lub wyznania, 3689 (59,7%) było polsko-, 2226 (36%) czesko- a 200 (3,2%) niemieckojęzycznymi. Do 1910 liczba budynków wzrosła do 374 a mieszkańców do 6818, z czego 6794 było zameldowanych na stałe, 6560 (96,2%) było katolikami, 142 (2,1%) ewangelikami, 108 (1,6%) żydami a 8 innej religii lub wyznania. W porównaniu do poprzedniego spisu znacznie zmieniły się proporcje deklarowanego języka: 4147 (60,8%) było czesko-, 2481 (36,4%) polsko-, 164 (2,4%) niemieckojęzycznymi a 2 posługiwało się innymi językami.
W październiku 1938 r. wraz z Zaolziem został przyłączony niewielki obszar gminy Michałkowice składający się z basenu kąpielowego Eldorado z restauracją wycieczkową, kilku domów i pól do Polski i 1 lutego 1939 włączone do wiejskiej gminy Rychwałd w powiecie frysztackim, co było równoważne z pozbawieniem tej części Michałkowic praw miejskich. Pozostała część gminy pozostała w Protektoracie, a 1 lipca 1941 r. Michałkowice zostały włączone do Ostrawy Morawskiej w ramach realizacji projektu t.zw. Wielkiej Ostrawy. Oznaczało to też koniec samodzielności Michałkowic. W latach 1946–1960 stanowiły swój własny obwód miejski, zaś w latach 1961-1990 były w obwodzie miejskim Śląskiej Ostrawy.

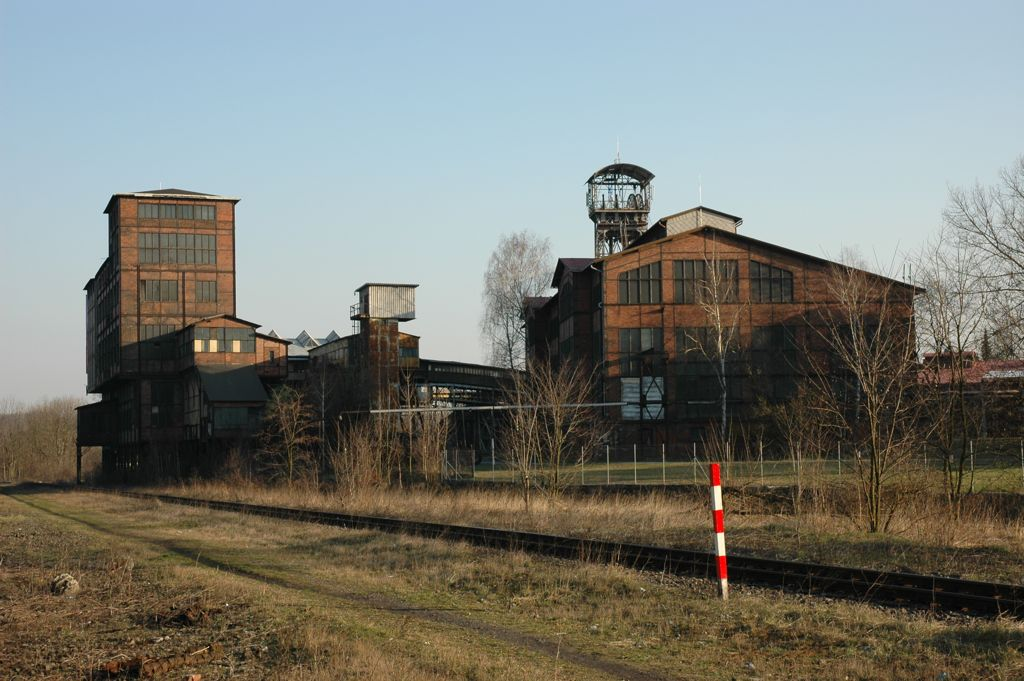
Kopalnia "Michał"
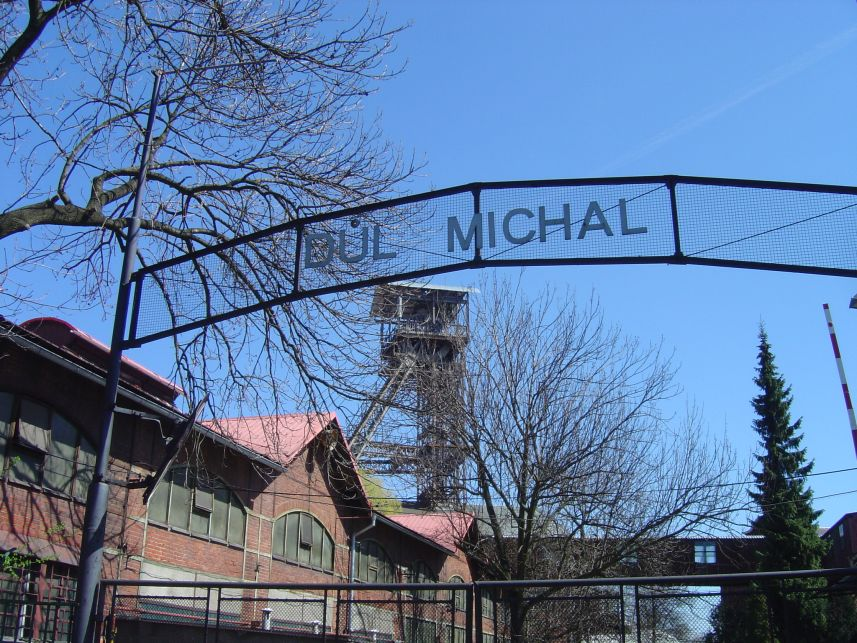
Brama wejściowa do kopalni
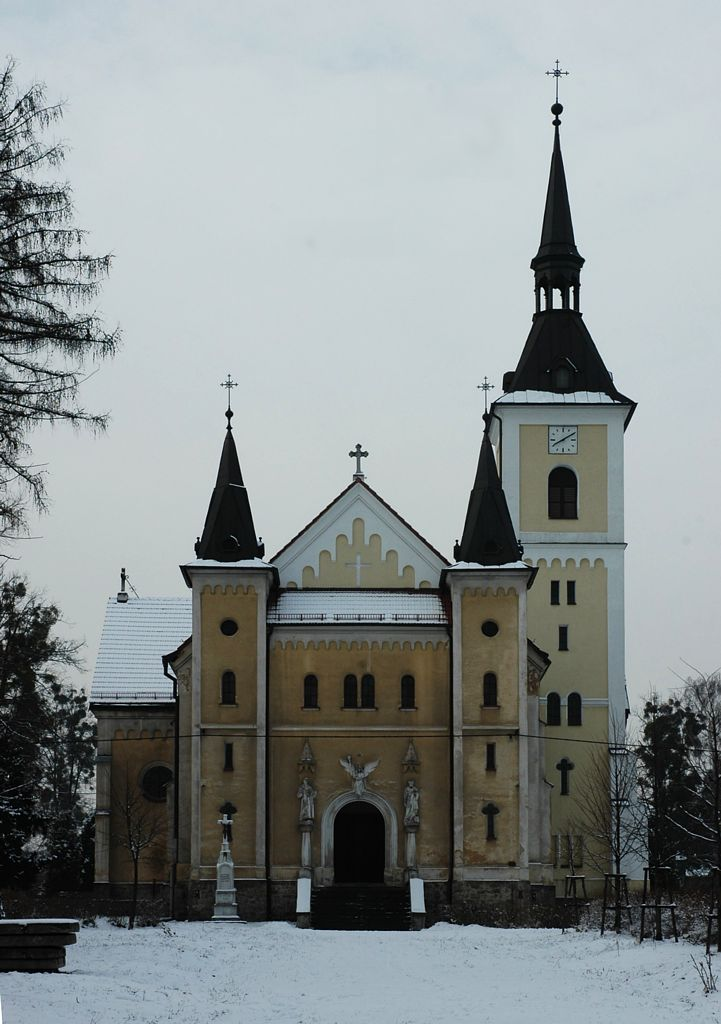
Kościół rzymskokatolicki
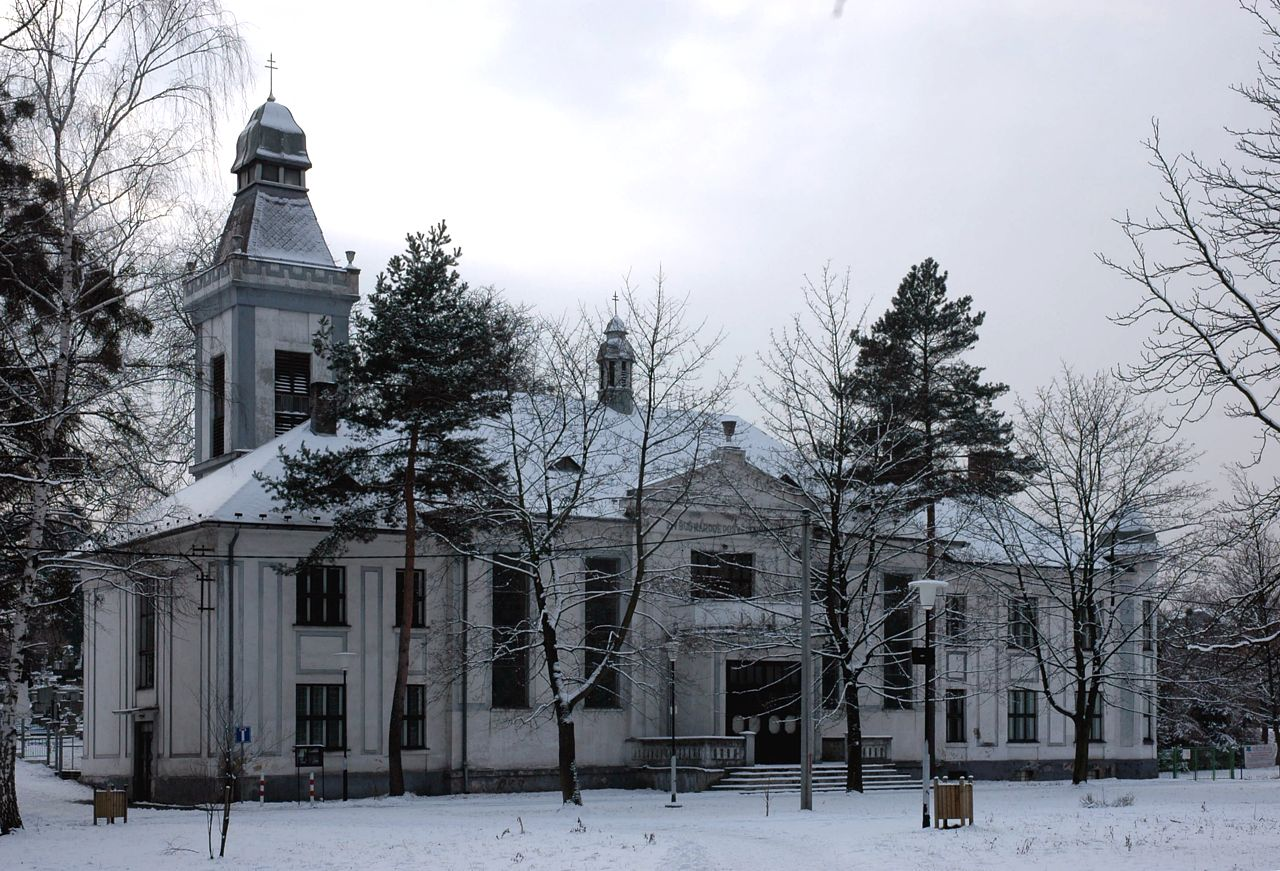
Świątynia husycka
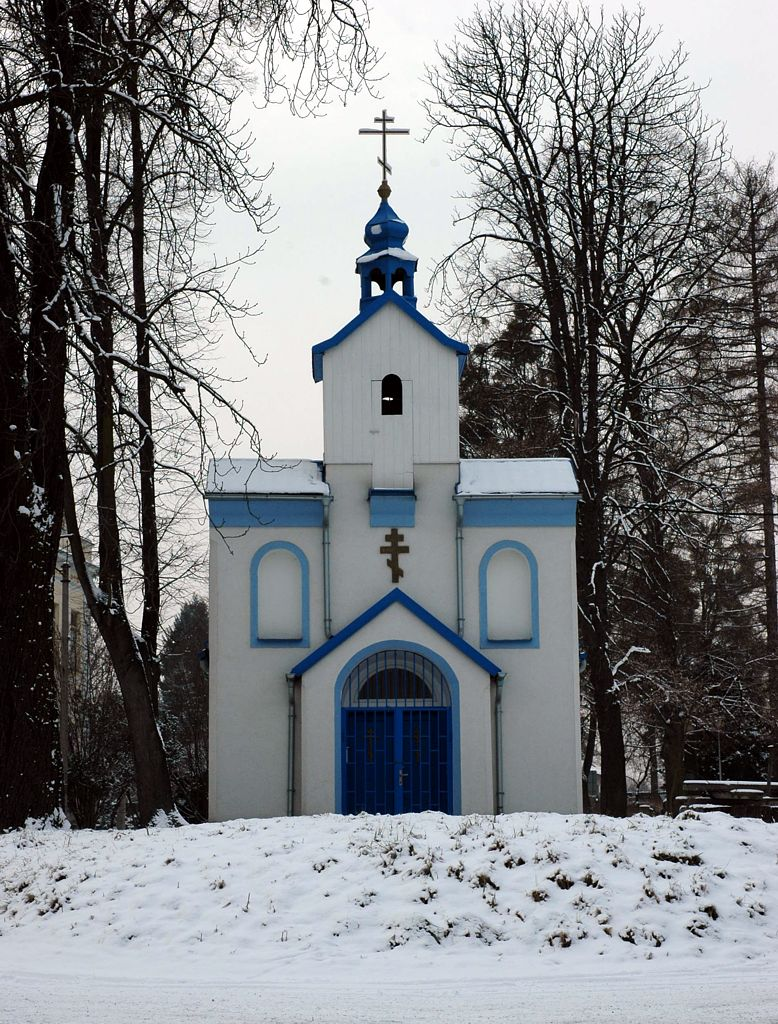
Cerkiew prawosławna